# 張道湜
張道湜，字渙之，號子礎，山西沁水縣人，清初政治人物、進士出身。

## 生平
順治六年（1649年），己丑科登進士，選庶吉士。散館後授翰林院編修，官至直隸天津道。